# Fútbol Masculino en los Juegos Panafricanos de 2019
El Fútbol Masculino en los Juegos Panafricanos de 2019 fue la 12.ª edición del torneo que se celebra cada 4 años y que contó con la participación de 8 selecciones del continente africano.
Burkina Faso venció a Nigeria en la final disputada en Salé, Marruecos para ganar la medalla de oro por primera ocasión.

## Fase de grupos

### Grupo A
| País         | J | G | E | P | GF | GC | GD | Pts |
| ------------ | - | - | - | - | -- | -- | -- | --- |
| Burkina Faso | 3 | 2 | 1 | 0 | 7  | 1  | +6 | 7   |
| Nigeria      | 3 | 1 | 2 | 0 | 5  | 4  | +1 | 5   |
| Marruecos    | 3 | 1 | 1 | 1 | 3  | 4  | −1 | 4   |
| Sudáfrica    | 3 | 0 | 0 | 3 | 1  | 7  | −6 | 0   |

| 16 de agosto de 2019 | Nigeria     | 1:1     | Burkina Faso  | Sports Center of FAR, Salé |                         |
| 13:00                | - Ghali 58' | Reporte | - Nikiema 72' | Árbitro(s): Ring Malong    | Árbitro(s): Ring Malong |

| 16 de agosto de 2019 | Marruecos | 1:0 (atribuido)1 | Sudáfrica | Sports Center of FAR, Salé |                          |
| 17:00                |           | Reporte          |           | Árbitro(s): Babacar Sarr   | Árbitro(s): Babacar Sarr |

| 20 de agosto de 2019 | Sudáfrica      | 1:2     | Nigeria               | Sports Center of FAR, Salé    |                               |
| 13:00                | - Mashiane 55' | Reporte | - Sor 27' - Ghali 76' | Árbitro(s): Komlanvi Aklassou | Árbitro(s): Komlanvi Aklassou |

| 20 de agosto de 2019 | Burkina Faso                   | 2:0     | Marruecos | Sports Center of FAR, Salé |                        |
| 17:00                | - I. Ouattara 31' - Dianda 58' | Reporte |           | Árbitro(s): Omar Artan     | Árbitro(s): Omar Artan |

| 23 de agosto de 2019 | Marruecos                         | 2:2     | Nigeria                            | Sports Center of FAR, Salé |                          |
| 17:30                | - Abba 13' - Moutaraji 54' (pen.) | Reporte | - Ibrahim 45' (pen.) - Emeka 90+3' | Árbitro(s): Babacar Sarr   | Árbitro(s): Babacar Sarr |

| 23 de agosto de 2019 | Sudáfrica | 0:4     | Burkina Faso                                              | Stade Municipal, El Mansouria |                             |
| 17:30                |           | Reporte | - Dianda 19' - D. Ouattara 45', 52' - Nkabinde 67' (a.g.) | Árbitro(s): André Kolissala   | Árbitro(s): André Kolissala |

1: El 18 de agosto de 2019, CAF anunció que el partido fue declarado victoria por 1-0 a Marruecos, ya que el equipo sudafricano no pudo registrar el equipo a tiempo después de llegar a Marruecos en la misma jornada. 

### Grupo B
| País    | J | G | E | P | GF | GC | GD | Pts |
| ------- | - | - | - | - | -- | -- | -- | --- |
| Malí    | 3 | 2 | 1 | 0 | 7  | 2  | +5 | 7   |
| Senegal | 3 | 2 | 1 | 0 | 3  | 0  | +3 | 7   |
| Ghana   | 3 | 1 | 0 | 2 | 4  | 6  | −2 | 3   |
| Burundi | 3 | 0 | 0 | 3 | 1  | 7  | −6 | 0   |

| 17 de agosto de 2019 | Senegal | 0:0     | Malí | Stade Municipal, El Mansouria |                         |
| 13:00                |         | Reporte |      | Árbitro(s): Jalal Jayed       | Árbitro(s): Jalal Jayed |

| 17 de agosto de 2019 | Burundi      | 1:2     | Ghana            | Stade Municipal, El Mansouria |                           |
| 17:00                | - Mavugo 43' | Reporte | - Awudu 18', 20' | Árbitro(s): Eugène Mdluli     | Árbitro(s): Eugène Mdluli |

| 21 de agosto de 2019 | Malí                                | 3:0     | Burundi | Stade Municipal, El Mansouria |                             |
| 13:00                | - Kanou 2', 27' (pen.) - Diarra 37' | Reporte |         | Árbitro(s): Quadri Adebimpe   | Árbitro(s): Quadri Adebimpe |

| 21 de agosto de 2019 | Ghana | 0:1     | Senegal     | Stade Municipal, El Mansouria |                          |
| 17:00                |       | Reporte | - Dramé 10' | Árbitro(s): Mohamed Adel      | Árbitro(s): Mohamed Adel |

| 24 de agosto de 2019 | Senegal | 2:0     | Burundi | Stade Municipal, El Mansouria |                         |
| 17:30                |         | Reporte |         | Árbitro(s): Jerry Yekeh       | Árbitro(s): Jerry Yekeh |

| 24 de agosto de 2019 | Malí                                       | 4:2     | Ghana            | Sports Center of FAR, Salé |                         |
| 17:30                | - Dramé 11' - Kanou 41' - Sangaré 59', 60' | Reporte | - Awudu 47', 67' | Árbitro(s): Adil Zourak    | Árbitro(s): Adil Zourak |

## Ronda final

### Semifinales
| 27 de agosto de 2019 | Malí                                | 0:0 (t. s.)(4:5 p.)        | Nigeria                                                                         | Sports Center of FAR, Salé |                          |
| 13:00                |                                     | Reporte                    |                                                                                 | Árbitro(s): Mohamed Adel   | Árbitro(s): Mohamed Adel |
|                      |                                     | Tiros desde el punto penal |                                                                                 |                            |                          |
|                      | - Sangaré - Kamaté - Tangara - Koné |                            | - Zaruma - Rabiu - Emeka - Ibrahim - Makanjuola - Nnoshiri - Adeshina - Oladoye |                            |                          |

| 27 de agosto de 2019 | Senegal                                         | 1:1 (t. s.)(4:5 p.)        | Burkina Faso                                                    | Sports Center of FAR, Salé |                          |
| 17:00                | - Badji 79'                                     | Reporte                    | - D. Ouattara 60' (pen.)                                        | Árbitro(s): Juste Kokolo   | Árbitro(s): Juste Kokolo |
|                      |                                                 | Tiros desde el punto penal |                                                                 |                            |                          |
|                      | - Badji - N. Ndiaye - Camara - Dramé - Goudiaby |                            | - Ism. Ouedraogo - Bathié - Yoda - Iss. Ouédraogo - D. Ouattara |                            |                          |

### Medalla de bronce
| 29 de agosto de 2019 | Malí | 0:0 (t. s.)(3:4 p.) | Senegal | Stade Municipal, El Mansouria |                           |
| 16:00                |      | Reporte             |         | Árbitro(s): Eugène Mdluli     | Árbitro(s): Eugène Mdluli |

### Medalla de oro
| 30 de agosto de 2019 | Burkina Faso                           | 2:0     | Nigeria | Stade Boubker Ammar, Salé |                         |
| 17:00                | - D. Ouattara 24' - Ism. Ouedraogo 30' | Reporte |         | Árbitro(s): Jalal Jayed   | Árbitro(s): Jalal Jayed |

## Campeón
| Fútbol Masculino en los Juegos Panafricanos de 2019 |
| --------------------------------------------------- |
| Bandera de Burkina Faso                             |
| Burkina Faso 1º Título                              |

## Goleadores
| Jugador          | Selección    | Goles |
| ---------------- | ------------ | ----- |
| Djibril Ouattara | Burkina Faso | 4     |
| Tahiru Awudu     | Ghana        | 4     |
| Abdoulaye Kanou  | Malí         | 3     |
| Elliass Dianda   | Burkina Faso | 2     |
| Ahmad Ghali      | Nigeria      | 2     |
| Youssouph Badji  | Senegal      | 2     |
| Ibrahim Sangaré  | Malí         | 2     |